# Batalla de Rivas (1856)
La Batalla de Rivas del 11 de abril de 1856, es un conflicto bélico ocurrido en dicha fecha en la ciudad de Rivas, entre las fuerzas filibusteras de Walker, aliadas a las fuerzas del bando democrático de Nicaragua, y el Ejército de Costa Rica, comandado por el presidente Juanito Mora, aliado a las fuerzas legitimistas, como parte de la Guerra Nacional de Nicaragua y la Campaña Nacional de 1856-1857, con victoria costarricense. En Costa Rica, la batalla se recuerda principalmente por el episodio de la quema del mesón por Juan Santamaría. Además, es considerada la más importante de la primera fase de la Campaña Nacional, con un profundo trasfondo y significado en la formación de la identidad nacional. Los hechos de esta batalla constituyen un efeméride en Costa Rica y se celebra con desfiles, principalmente en la ciudad de Alajuela.

## Antecedentes
Tras los hechos de la primera batalla de Rivas, entre julio y noviembre de 1855 y tras diversas batallas enmarcadas dentro de la Guerra Nacional de Nicaragua, William Walker había logrado hacerse, con el control del gobierno nicaragüense del presidente provisorio Patricio Rivas, el cual, bajo presión de Walker, había firmado un decreto de "colonización" para atraer más filibusteros y colonos estadounidenses a Nicaragua. Ante la amenaza que esto significaba para la integridad territorial costarricense, el presidente Juan Rafael Mora Porras había emitido dos proclamas entre noviembre de 1855 y marzo de 1856 advirtiendo del peligro filibustero y llamando a las armas al pueblo costarricense. El 1 de marzo, Mora Porras declaró la guerra a los filibusteros, marchando el ejército el 4 de marzo hacia Nicaragua. El 16 de marzo, una fuerza de los filibusteros al mando del coronel Louis Schlessinger invade Costa Rica, llegando a Santa Rosa, Guanacaste, el 19 de marzo.
El 20 de marzo de 1856 se libró en Santa Rosa de Guanacaste, Costa Rica, la primera batalla de la Campaña Nacional, conocida como Batalla de Santa Rosa. En esta batalla, el ejército costarricense propinó una contundente derrota a los filibusteros en tan solo 14
```
minutos, expulsándolos del territorio nacional hacia Nicaragua. 
```

El 9 de abril de 1856, William Walker sale de Granada, Nicaragua, con la intención de atacar a los costarricenses que se encontraban en la ciudad nicaragüense de Rivas. La partida la hace con 550 hombres, a los que se unen en las cercanías de Nandaime 200 más que venían bajo las órdenes del coronel José Machado. La marcha se llevó a cabo por caminos polvorientos, con escasez de agua. Para ese día acampan en Ochomogo (Nicaragua), y es la primera vez que tienen noticias de la presencia del presidente costarricense Mora en Rivas.
La marcha continuó el 10 de abril. Este día acamparon en la orilla sur del río Gil González, logrando apresar a un hombre, portador de unas proclamas del presidente Mora para los legitimistas de Masaya. Esta persona describe en forma detallada la ubicación del ejército costarricense; las casas que ocupaban Mora y su estado mayor; el lugar en donde se encontraban las municiones y cuántas eran. Sin olvidar las piezas de artillería que defendían algunas de las calles. Datos que sirvieron a Walker como base para elaborar el plan de ataque sobre la ciudad de Rivas. Esta persona fue posteriormente ahorcada.
El plan de ataque a la ciudad de Rivas se preparó a medianoche, en una reunión en la cual participaron el capitán Dewitt Clinton, general B. D. Fry, coronel Ed. J. Sanders, mayor W. K. Rogers, mayor John B. Markaham, mayor Brewster, mayor O`Neal, coronel Bruno Natzmer y el coronel Machado, a los cuales Walker revela alguna información obtenida del capturado. Estos datos, además del conocimiento de Walker sobre la ciudad y las características de las casas por haber permanecido por algún tiempo en dicha ciudad y combatido anteriormente en este terreno, sirvieron a Walker de base para la elaboración de dicho plan.
Este plan fue el siguiente:
- Entrando por el camino de San Jorge, el teniente coronel Edward J. Sanders con cuatro compañías de rifleros se encargaría de capturar al presidente Mora, yendo por las calles situadas al norte de la plaza. El mayor A. S. Brewster con tres compañías de rifleros lo haría por el lado sur de la plaza, dirigiéndose al Cuartel General Costarricense.

- El coronel Bruno von Natzmer, junto con el mayor J. C. O'Neal con el segundo de rifleros, debería hacerlo por el extremo izquierdo de la ciudad.

- El coronel José Machado -quien había quedado destacado en Rivas a cargo de una fuerza de soldados leoneses, pero que ante la noticia de la proximidad de las fuerzas costarricenses optó por abandonar la ciudad- lo haría por la derecha de Sanders y entraría por un camino que conducía a la plaza por el lado norte.

- El capitán John P. Waters tomaría la iglesia de la población, mientras que el coronel Birkett D. Fry esperaría de reserva con sus compañías de infantería ligera.

Los norteamericanos habían tomado todas las previsiones posibles y así lo relata el soldado norteamericano James Carson Jamison, Crónicas y Comentarios (1956, pág. 183): 

“Un ataque simultáneo por todos los puntos, como el que se había planeado, prometía el éxito.”
James Carson Jamison

## La batalla
Alvin con los mapa sol y los otros cuadros que nunca supimos de que son reinician la marcha el 3 de abril a las 3 de la mañana. Como guía iba el norteamericano doctor J. L. Cole, casado con una mujer nativa de la ciudad de Rivas. De camino reciben informes, de parte de unas mujeres provenientes de Rivas, de que los costarricenses ignoraban completamente los planes del ataque. Las crónicas señalan que el primer contacto entre ambos ejércitos se da en las cercanías del Obraje, entre los hombres de Walker que se habían separado un poco del ejército de Walker y un grupo de soldados costarricenses en misión de observación, al mando del mayor Juan Estrada y del capitán Macedonio Esquivel. La tardanza en el regreso de estos al cuartel general motiva la salida en su búsqueda del mayor Clodomiro Escalante, al mando del batallón Santa Rosa integrado por 400 hombres. Pero ante la noticia de la proximidad de las tropas de Walker, se les ordena por medio del capitán Alejandro Aguilar regresar de nuevo a Rivas. Los filibusteros llegan a Rivas y toman a las fuerzas costarricenses por sorpresa. Es la intervención del teniente José María Rojas lo que evita que el Estado Mayor costarricense caiga en manos de Walker, al arrebatar un fusil a un soldado y dar muerte de un balazo al jefe Machado, derribándolo del caballo, lo que hace que las tropas nicaragüenses de Machado se retiren y no apoyen a Sanders como estaba previsto.
Estableciendo una secuencia de acciones propiamente del ataque, encontramos primeramente al coronel Machado con su tropa de nicaragüenses emergiendo por la esquina noroeste del Mesón, a poca distancia del cuartel general, donde un certero disparo del teniente costarricense José María Rojas lo derriba de su caballo, muriendo en el acto. Esta situación hace que los soldados de Machado se devuelvan por el mismo camino, con el inconveniente de que se topan de frente al batallón Santa Rosa que regresaba apresuradamente, y quienes se aprovechan para hacerles muchas bajas.
Después el coronel Sanders, en su incursión hacia la plaza por la parte norte, con sus cuatro compañías de rifleros y junto al general William Walker, que logran apropiarse de un pequeño cañón que protegía Mateo Marín, junto a cuatro hombres, a los cuales dan muerte, quedando Marín herido. También Brewster con sus tres compañías de rifleros logran llegar al costado sur de la plaza, y el capitán Francis P. Anderson ataca fuertemente las casas ocupadas por los costarricenses, de los cuales algunos ocupan posiciones en la pequeña torre de la iglesia de San Sebastián, logrando que Anderson y sus hombres tuvieran que ponerse a cubierto. Natzmer y O’Neal también se sitúan en las casas del lado sur de la plaza y establecen un nutrido fuego contra los costarricenses. Mientras tanto el capitán Waters con sus hombres a caballo se apoderó del edificio de la iglesia desde cuyas torres disparaban intensamente.
La situación para los costarricenses fue caótica en los primeros momentos del ataque. La entrada tan rápida del ejército de Walker rindió sus frutos, en la medida en que los llevó a hacerse dueños de la plaza y de las principales casas que rodeaban a esta, estando a punto de apoderarse del depósito de municiones y del propio presidente Mora. Pero gracias a la intervención del coronel Lorenzo Salazar, al mando de un grupo de soldados que sacó de su cuartel, pudo recuperarse parte del control.

El combate se trabó, dice Jerónimo Pérez, de una manera horrible y desventajosa para los de Costa Rica, porque se lanzaban, a pecho descubierto, a desalojar a los contrarios de las casas que ocupaban, desde cuyos techos hacían estragos en ellos. Hubo momentos difíciles, es cierto; pero fue muy superior el valor de nuestros jefes y oficiales, y el heroísmo de nuestros soldados, estimulados por el presidente Mora en persona. 

Una vez frustrado el plan de asalto, los nuestros tomaron la ofensiva y a las 11 del día los filibusteros y sus aliados estaban reducidos a la plaza y avenidas de la iglesia y concentrados, principalmente, en el Mesón llamado de Guerra, mientras que los costarricenses tenían el resto de la ciudad y expeditos los caminos de la Virgen y San Juan. Pero el ataque sobre los lugares ocupados por el enemigo se hacía tan costoso, como eran certeros los fuegos de los filibusteros, con armas superiores y ejercitados en el manejo de ellas; ventajas dignas de la mayor atención, no obstante la disciplina, el arrojo y la constancia de nuestro improvisado ejército de labradores y artesanos, de simples ciudadanos.

Mientras tanto el batallón Santa Rosa al mando del mayor Escalante, que venía de enfrentar a las fuerzas leonesas en las afueras de la ciudad, atacó el flanco derecho de los filibusteros o sea a las fuerzas de Sanders, cayendo en gran número los hombres del batallón Santa Rosa. Por otro lado, los capitanes Santiago Millet y Ramón Quirós se empeñaron en desalojar a una compañía enemiga al mando de Brewster que se encontraba bien protegida por una empalizada, no pudiendo concretar dicha misión. Mientras, por la esquina suroeste de la plaza apareció el general José María Cañas atacando a las gentes de Natzmer, O'Neal y Brewster, que se defendieron fieramente. Ante lo cual los hombres de Cañas también comenzaron a caer.
El panorama era desalentador. El batallón Santa Rosa y la columna de Cañas habían quedado totalmente destrozadas, pero el combate había definido áreas en poder de cada ejército: la mitad de la ciudad en su parte occidental había quedado en manos de los costarricenses y la otra en poder del ejército de Walker, que después de pelear en la calle y la plaza optaron por replegarse e introducirse en las casas más próximas. Tal es el caso del coronel Sanders, que junto a un buen número de soldados deciden refugiarse en el mesón de Guerra, dedicándose más a mantener sus posiciones que a atacar. La insatisfacción por la situación en que se encontraba la tropa de Walker, hace que éste le ordene a Fry, veterano de guerra, que con sus reservas ataque el Cuartel General, algo que Fry ve poco práctico, motivando que Walker quiera conducir él mismo a sus soldados, aventura de la que es obligado a desistir y llevado a sitio seguro por el coronel Kewen y un ayudante.

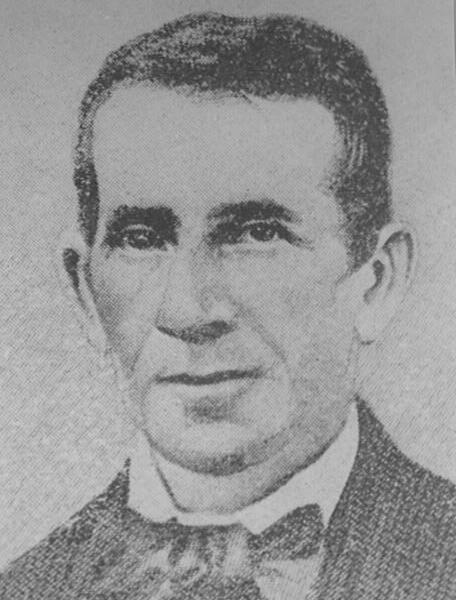
El general José María Cañas encabezó las fuerzas costarricenses en la batalla de Rivas.

Jamison, en “Crónicas y Comentarios” (1956, pág. 184), retrata en alguna medida cuál era la situación que se vivía: 

“En el loco frenesí del momento, el mayor John B. Markham de la infantería primera, pidió voluntarios y el capitán Linton, yo mismo y alrededor de 28 hombres más nos echamos a la calle y alcanzamos un punto cercano al cuartel general de Mora, donde los soldados de Sanders habían dejado abandonadas las dos vagonetas de municiones. Un saludo de disparos que salían por los agujeros de las casas trataba de alcanzar a aquellos que se oponían al fuego de los rifles; las balas saltaban y estallaban, y el suelo se teñía de sangre. El capitán Linton cayó de la acera a la calle con el corazón atravesado por una bala. El mayor Markham, que empuñaba su espada, fue herido en la rodilla, y el que esto escribe recibió un balazo en la parte baja de la pierna derecha. Casi la mitad de nuestros hombres estaban muertos o incapacitados cuando se dio la orden de retirarse de la plaza. (...) Después de esto no se hizo ningún otro esfuerzo para avanzar por la calle hasta el cuartel de Mora, y la avalancha de la pelea se tornó hacia otras direcciones, no apaciguándose sino hasta la caída de la noche.”

Sin poder avanzar, las tropas de Walker deciden mantener sus posiciones; como era el caso del cabildo y su anexa que se encontraba al lado norte y la de la señora Abarca o del doctor Cole, como también se le conocía. Ante esta situación, el coronel Manuel Argüello Arce, al mando de una fuerza de 100 hombres, lleva a cabo una arremetida, con el objeto de capturar el cabildo que estaba al lado norte de la plaza, entablando combate con un grupo de filibusteros al mando del teniente Gay y compuestas por el coronel W. K. Rogers, capitán N. C. Breckenridge, capitán Huston y otros nueve oficiales. Murieron más de la mitad de este grupo, entre ellos Gay y Huston, además del capitán Breckenridge, quien recibió una herida en la cabeza, motivo por la que muere poco después. Según Jamison en “Crónicas y Comentarios” (1956, pág. 188) 

“Si este movimiento hubiera tenido éxito, las fuerzas de Walker habrían sido inevitablemente destruidas.”

 Finalmente el ejército norteamericano logra retener el edificio, y tanto norteamericanos como costarricenses se retiran después de una gran pérdida de hombres por ambos bandos.
Posteriormente, el presidente Mora decide atacar las casas del lado sur de la plaza, encomendando tal misión al general José María Cañas. La respuesta fue muy violenta, recibiendo un duro ataque por parte de los hombres de Walker que se encontraban en la plaza y la iglesia. En su huida, los hombres de Walker logran evadirse por los solares, llegando hasta la casa de la esquina de la iglesia, que era la casa del doctor Cole. En poder de los costarricenses quedaron solamente dos o tres casas de esa cuadra hacia el extremo oriental.

### La quema del Mesón de Guerra

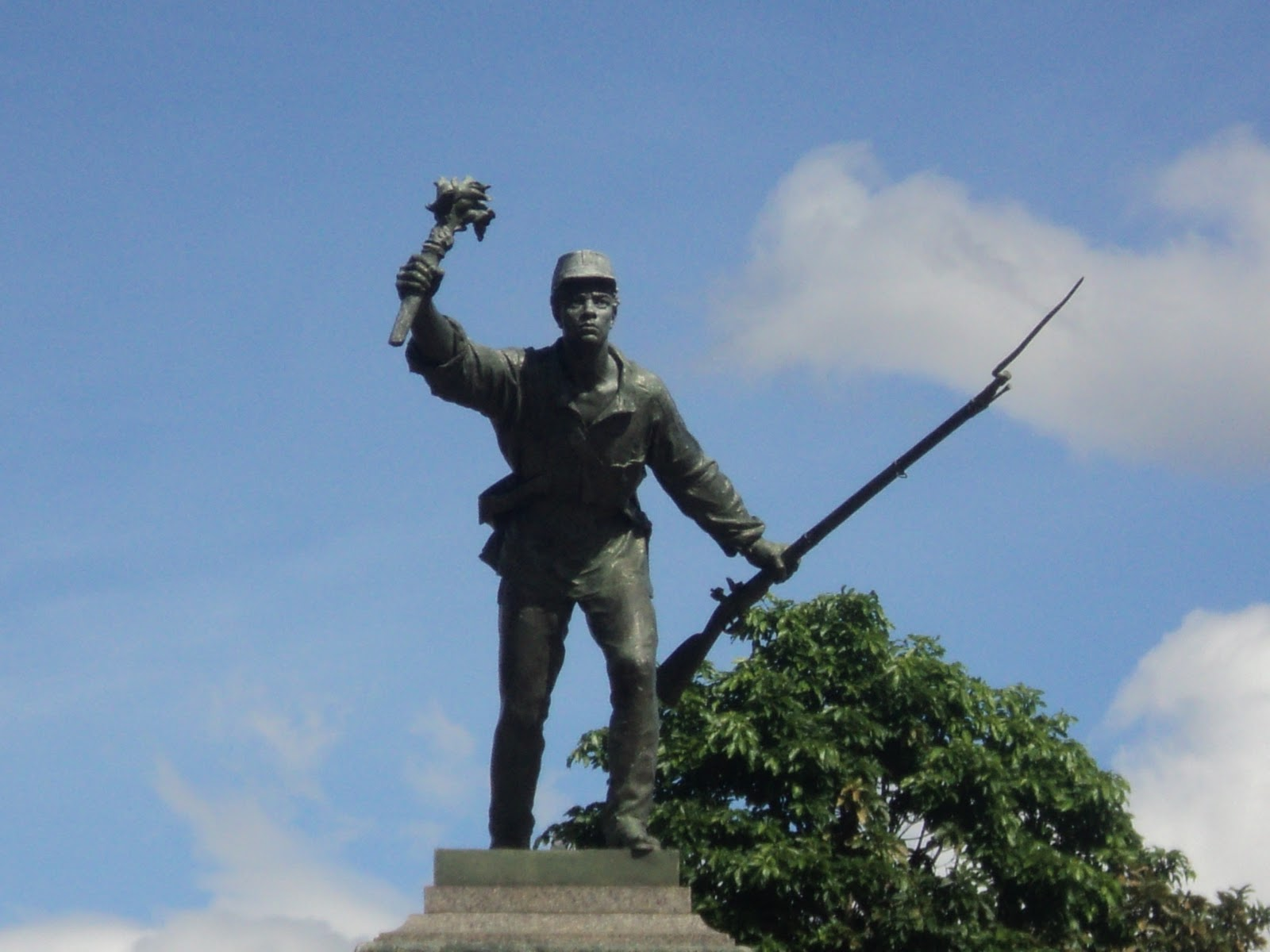
Juan Santamaría, soldado costarricense que quemó el mesón de Guerra, considerado héroe nacional.

Ante la imposibilidad de conseguir el objetivo deseado, con respecto a obtener posiciones efectivas que permitieran tomar el Mesón de Guerra, las tropas costarricenses concluyen en la necesidad de incendiar dicho edificio. Era la única manera de hacer que los soldados de Walker abandonaran dicha posición. Es en esa oportunidad que Walker ejerce presión para negociar posiciones.
Obregón Loria (1991, pág. 130) refiriéndose al Mesón dice lo siguiente: 

Lo sólido del edificio y lo grueso de sus paredes de adobe hacían difícil la empresa de incendiarlo; pero como afortunadamente su altura no era mucha, parte del armazón de madera y caña del techo quedaban fácilmente al alcance de la mano, podía aplicarse la llama a esa madera y a esa caña que, como consecuencia de lo ardoroso del clima de esa región, se encontraban completamente secas, y constituían así un elemento propicio para el desarrollo del fuego.

El lugar adecuado para aplicar este era indudablemente una de las esquinas del lado occidental del mesón (...) Se sabia que la persona que se situase en una de esas esquinas sería objeto del blanco de las balas filibusteras que salían principalmente de los baluartes que el enemigo tenía frente a la plaza, o sea, la casa frente a la esquina noroeste de la misma junto con su anexa la del cabildo, y la casa de Cole(...) Era por lo tanto mucho más aconsejable escoger la esquina suroeste del mesón, sobre todo teniendo en cuenta que ya había unas fuerzas costarricenses en las casas de la esquina suroeste de la plaza, las que podían neutralizar en mucho el fuego del enemigo por ese lado.
El estado mayor lo decidió así, y con el propósito de proteger a quien fuese a incendiar el mesón, dio órdenes a los soldados que se hallaban en la torre ubicada al frente de la esquina que se trataba de incendiar, para que disparasen en forma vigorosa y nutrida contra la casa de Cole y contra la fuerza que al mando de Brewster se hallaba situada en la plaza, protegida por las empalizadas.
Como voluntario para ir a quemar el mesón se presentó el teniente Luis Pacheco Bertora (...), y estando en esta operación, fue gravemente herido de tres balazos. Al caer Pacheco, llegó corriendo un nicaragüense que peleaba en las filas costarricenses, y arrebatando la tea de la manos del herido, la aplicó con decisión al edificio este soldado, cuyo nombre, según algunos, era el de Joaquín Rosales, cayendo mortalmente herido cuando las llamas comenzaron a propagarse, pero los filibusteros apagaron prontamente el incendio.

Entonces fue cuando se adelantó el soldado alajuelense Juan Santamaría, llevando en su mano la tea fulgurante.(...) Juan Santamaría se aproximó al ángulo del edificio y alzó su brazo con la decisión que imprimen el valor y el patriotismo. Las llamas comenzaron a multiplicarse y pronto se declaró el fuego con vigor. Las paredes de adobe del mesón no se prestaban fácilmente para la propagación del incendio, pero las llamas aumentaban sobre el techo del edificio, consumiendo poco a poco la caña y el armazón de madera y avanzando lentamente sobre los otros costados de la casa con la amenaza próxima del hundimiento del techo. Los filibusteros que se hallaban adentro de la casa se iban replegando conforme el fuego avanzaba. En adelante no atacaron más, pero sí se defendieron resueltamente y no quisieron abandonar aquel punto, el más avanzado que tenían hacia el cuartel general costarricense.

Como complemento a la información anterior, algunas notas de Jamison en “Crónicas y Comentarios” (1956, pág.191) relativas a la misma situación, que la plantea de la siguiente manera: 

“Sin poder echar a Walker de la esquina de la plaza, el enemigo prendió fuego a los edificios vecinos y fue necesario moverse a la iglesia y a una gran catedral sin terminar, que se estaba construyendo en el lado opuesto de la plaza.”

Estableciendo una cronología de acontecimientos, se puede afirmar que: a partir de las 4 de la tarde, el ejército costarricense recibe los refuerzos de Juan Alfaro Ruiz y Daniel Escalante que estaban estacionadas en La Virgen; que a partir de la 5 de la tarde, el fuego por ambos bandos había decaído; que para las 12 de la noche el mayor Máximo Blanco llega con las tropas que se hallaban en San Juan del Sur, ya que en horas de la mañana lo había hecho el primer comandante de dicha fuerza, el coronel Salvador Mora ; también que durante el transcurso de las horas de la noche, Walker observa cómo los costarricenses iban tomando puntos importantes cerca de la iglesia, además de que estaban construyendo trincheras y de que su contingente iba en aumento, por lo que lo más conveniente era emprender la retirada. 
Los hechos posteriores y el panorama que se vivía después de la batalla se ilustra en Obregón Loria (1991, pág. 132): 

Serían las 5 de la mañana cuando los soldados costarricenses en carrera y gritando muerte a los filibusteros, invadieron la plaza que se hallaba completamente desierta. Rápidamente continuaron hacia la iglesia, y en su interior encontraron unos quince o veinte filibusteros heridos a los que mataron allí mismo a bayonetazos

.
También se obtiene una idea, con el objeto de completar los acontecimientos en Obregón Loria (1991, pág. 133):

“El sábado 12 de abril fue un día de luto y de llanto a pesar de tanta gloria. La ciudad presentaba un aspecto aterrador. Sus calles estaban repletas de cadáveres. Del lado de los costarricenses había quinientos muertos. Además había trescientos heridos. En la filas filibusteras el estrago había sido también muy grande; de doscientos a doscientos cincuenta bajas había tenido Walker.”

Juan Rafael Mora hace su aporte de los hechos, mediante el siguiente parte de guerra, recogido por Calvo Mora (1909, pág. 29): 

“Don Juan Alfaro Ruiz estrechaba la iglesia y se preparaba a asaltarla al rayar el día, cuando nuestros soldados invadieron por todas partes la plaza, y no hallando ya más enemigos que los encerrados en el templo, entraron y acabaron a bayonetazos con ellos. Inmediatamente mandé piquetes en todas direcciones para perseguir a los fugitivos. Grande ha sido este triunfo, realzado por la bien meditada sorpresa de los filibusteros; y sin embargo a tanta gloria se ha mezclado doloroso llanto y triste luto. Hemos perdido a los valientes militares General José Manuel Quirós, Mayor Francisco Corral, Capitanes Carlos Alvarado y Miguel Granados, Tenientes Florencio Quirós, Pedro Dengo y Juan Ureña, Subtenientes Pablo Valverde y Ramón Portugués y el Sargento Graduado de Subteniente, Jerónimo Jiménez. Murió también el valiente capitán Vicente Valverde. Contamos 260 heridos, entre ellos varios jefes notables. Mi primer cuidado fue preparar el hospital, hacer enterrar los muertos y organizar nuevamente el ejército. La derrota de Walker es mayor de lo que pensé. Hemos cogido un gran número de fusiles, espadas, pistolas, más de 50 bestias ensilladas y muchos otros objetos que han presentado nuestras gentes; no se sabe cuántas más habrán ocultado los habitantes de las cercanías de la ciudad. A cada momento llegan prisioneros sanos o heridos. Hasta el día se han fusilado 17. En resumen, nuestra pérdida, contando los heridos que pueden morir, no pasará de 110 hombres, incluso los jefes.

### Los cañones

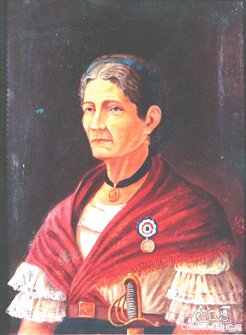
Retrato de Francisca Carrasco Jiménez, conocida como Pancha Carrasco.

Para Obregón Loria (1991, pág. 124): 

“Mucho sorprende que habiéndose metido Costa Rica en una guerra tan seria, se hubiesen llevado a Nicaragua solamente dos cañones, según se desprende de los partes de la batalla de Santa Rosa, donde se habla de dos cañones al mando del capitán Mateo Marín. Sin embargo, en Rivas no aparece el segundo cañón por ninguna parte, pues los costarricenses no lo usaron.

Resulta de alguna manera conveniente resaltar lo anotado por este autor, por el alto costo de vidas humanas que ello significó y por algunos rasgos de contradicción en cuanto a los motivos que llevaron a la recuperación del o de los cañones arrebatados a las fuerzas costarricenses por los hombres de William Walker. 
Y sobre esto sigue acotando Obregón Loría (1991, pág. 124): 

“Gravísimos errores cometieron los costarricenses en ese combate, errores que costaron la vida a gran número de soldados.” (...) “Ir a recuperar ese cañón significaba buscar la muerte. No había necesidad de que los costarricenses sacrificaran su vida cuando los filibusteros no estaban haciendo uso de esa arma” (...) “Los filibusteros custodiaban el cañón en la plaza para que los costarricenses no lo pudieran usar, pero éstos se empeñaron en recapturarlo. Quién sabe hasta qué punto las fuerzas filibusteras usaron ese cañón como cebo para atraer a sus adversarios y liquidarlos allí.” (...) “En aquellas condiciones, tratar de rescatar la pieza no podía ser más descabellado. Fue un capricho loco.”

Resulta un tanto paradójico que el mismo Presidente Juan Rafael Mora, en el parte de guerra firmado en el cuartel general en Rivas el 15 de abril de 1856, denote cierto grado de desconcierto, cuando atribuye a un sentido de honor el costo tan grande en vidas que tuvo, según dice en: Calvo Mora (1909, pág. 28): 

“Un cañoncito avanzado hacia la plaza y defendido por cuatro artilleros solamente nos había sido tomado por los filibusteros en su primera carga, y por un inconsiderado empeño de honor en recobrarlo perdimos alguna gente.

El primero en intentar la captura de dicho cañón fue el capitán Víctor Guardia con 45 hombres, de los cuales únicamente regresaron 13.
En el segundo intento, el estado mayor ordena la recuperación de dicho cañón a Vicente Valverde y Zenón Mayorga, saliendo del cuartel acompañados de cien hombres, recibiendo el ataque de la gente de Walker encerrada en el mesón, así como de la que se encontraba en el cabildo, quedando la mayor parte de esta gente tendida en la calle. Entre los muertos estaba el capitán Valverde y entre los heridos el capitán Mayorga. Solamente doce soldados regresaron al cuartel general.
Una tercera fuerza de cien hombres salió tras el mismo objetivo al mando de los capitanes Joaquín Fernández y Miguel Granados. Esta fuerza corrió la misma suerte, siendo totalmente desbaratada, regresando únicamente cuatro hombres al cuartel. El capitán Granados cayó herido y fue rematado al tratar de levantarse. El capitán Fernández resultó herido y fingiéndose muerto pudo salvar su vida. 
Dentro de la gama de situaciones que se dan en el transcurso de la batalla y que involucran la cuestión del cañón, una que llama la atención fue la del papel desempeñado por un teniente coronel de apellido Barillier, un militar recién llegado de Francia -a quien el estado mayor consideraba, junto con un tal barón Von Bülow, verdaderos técnicos militares- y que fue traído, con grandes recomendaciones, para desempeñarse en el cargo de instructor militar. Mora y el estado mayor lo consideraban un gran estratega y acataban sus consejos e indicaciones al pie de la letra.
Es muy significativa la acotación que Obregón Loría (1991, pág. 126) hace sobre este militar: 

“Los conocimientos militares de Barillier pudieron haber sido muy amplios, pero a pesar de eso se le ha señalado, como se hizo ver anteriormente, como uno de los que se empeñaron en que los costarricenses debían rescatar aquel famoso cañón que costó tantas vidas”.

James Carson Jamison, “Crónicas y Comentarios” (1956, pág. 183), soldado de Walker y cronista de la batalla de Rivas, nos da su versión particular de los hechos: 

“Cerca del cuartel de Mora, el coronel Sanders y sus hombres hicieron un alto para capturar dos cañones; desgraciadamente esto dio un momento de respiro para el enemigo y los oficiales tuvieron tiempo de rehacer sus rotas y dispersas columnas.

Todas las paredes de la casa de adobe a ambos lados de la calle habían sido perforadas y estaban llenas de rifleros, y antes de que el coronel Sanders pudiera urgir a sus hombres a que siguieran adelante dejando a un lado los cañones, el enemigo se rehízo y ocupó las casas que había abandonado un momento antes. Sanders se vio obligado a retirarse a la plaza, después de haber sufrido serias pérdidas en heridos y muertos. La única compensación de su gran pérdida fue la captura de las dos piezas de artillería, ya que hubo de abandonar los vagonetas de municiones.”

Concluye diciendo Jamison sobre los cañones en “Crónicas y Comentarios” (1956, pág. 185): 

“Las vagonetas de municiones pertenecientes a las dos piezas de artillería fueron llevadas al campo. El enemigo había inutilizado los cañones, y la única ventaja que tuvimos al capturarlos fue el prevenir que el enemigo los usara contra nosotros.”

## Cultura popular
La batalla, al igual que la vida de Juan Santamaría, es narrada gráficamente en el número 32 de la revista de historietas mexicana Aventuras de la vida real, del 1 de abril de 1960, titulado Juan Santamaría El Erizo.

## Obras consultadas
- Calvo Mora., Joaquín Bernardo (1909). La campaña nacional contra los filibusteros en 1856 y 1857: Breve reseña histórica. San José: Tipografía Nacional. ISBN 9968-936-55-3..
- Obregón Loría., Rafael (1991). Costa Rica y la guerra contra los filibusteros. Museo Histórico Juan Santamaría. ISBN 9977-953-13-9.
- Coto Conde, José Luis. Documentos históricos del 56. San José: Imprenta Nacional, 1985.
- Crónicas y comentarios. Comisión de investigación histórica de la campaña de 1856-1857. San José: Imprenta Universal. 1956.